# (2831) Stevin
(2831) Stevin – planetoida z pasa głównego asteroid okrążająca Słońce w ciągu 3 lat i 318 dni w średniej odległości 2,23 j.a. Została odkryta 17 września 1930 roku w obserwatorium w Johannesburgu przez Hendrika van Genta. Nazwa planetoidy pochodzi od Simona Stevina (1548-1620), flamandzkiego matematyka. Przed nadaniem nazwy planetoida nosiła oznaczenie tymczasowe (2831) 1930 SZ.